# Maccabi Jaffa
Der Moadon Kaduregel Maccabi Jaffa (hebräisch מועדון כדורגל מכבי יפו, deutsch "Fußball Klub Maccabi Jaffa") war ein Fußballverein in der Israelischen Stadt Tel Aviv-Jaffa.

## Geschichte
Der Verein wurde 1949 gegründet und spielte 1955/56 die erste Saison in der 1. Liga. Im Jahr darauf scheiterte das Team im Pokalfinale gegen Hapoel Petach Tikwa mit 1:2.
Die Mannschaft wurde dreimal Vizemeister, 1961/62, 1963/64 und 1976/77. In dem Jahr spielte man auch im Intertoto Cup, belegte aber nur den letzten Platz in der Gruppenphase.
Insgesamt stehen 32 Spielzeiten in der 1. Liga zu Buche. In der Zeit von 1994 und 1999 pendelte die Mannschaft zwischen 1. Liga und 2. Liga. Der Verein verlor 1999 wegen finanzieller Probleme die Lizenz und wurde daraufhin aufgelöst.

### Maccabi Kabilio Jaffa
Vor der Saison 2008/09 gründeten Fans des alten Vereins einen Club namens Maccabi Kabilio Jaffa neu. Kabilio bezieht sich auf Herzl Kabilio, einem Torhüter von Maccabi Jaffa in den 1970er Jahren, der mit 35 Jahren an Krebs starb. Der Verein trat in der Liga Gimel 2008/09, der fünften israelischen Liga, an. Mit einer Bilanz von 27 Siegen, zwei Unentschieden und einer Niederlage gelang sofort der Aufstieg in die Liga Bet 2009/10. Vor 9000 Zuschauern besiegte man im Bloomfield-Stadion Ironi Beit Dagan im Aufstiegsspiel mit 2:0. In den 2010er Jahren spielte der Club in der drittklassigen Liga Alef. Zur Saison 2022/23 stieg man in die zweite Spielklasse, die Liga Leumit, auf. Der Club spielt seit 2020 im Städtischen Stadion Ramla.